# Csillagászati rövidítések
Ezen a lapon a csillagászatban és a (csillagászati célú) űrkutatásban használatos rövidítések listája található, amely a legfontosabb
- csillagászati obszervatóriumok, műholdak, űrteleszkópok
- csillagászati kutatóintézetek
- nemzetközi együttműködések, szervezetek
- csillagászati adatrendszerek
- csillagászati katalógusok
- neves csillagászati kiadványok
- csillagászatban használatos műszerek, eljárások
- fogalmak
- csillagképek

rövidítéseit, illetve mozaikszavait tartalmazza.
| Ábécé szerinti tartalomjegyzék                      |
| --------------------------------------------------- |
| A B C D E F G H I J K L M N O P Q R S T U V W X Y Z |

## A
| Rövidítés | Eredeti jelentése                                          | Magyar jelentése                                                     |
| --------- | ---------------------------------------------------------- | -------------------------------------------------------------------- |
| AA        | Astronomy and Astrophysics                                 | Csillagászat és Asztrofizika (Európa legnevesebb szakmai folyóirata) |
| AAA       | Amateur Astronomers Association of New York                |                                                                      |
| AAAM      | Active Amateur Astronomers of Maryland                     |                                                                      |
| AAO       | Anglo–Australian Observatory                               | Angol-Ausztrál Obszervatórium                                        |
| AAS       | American Astronomical Society                              | Amerikai Csillagászati Társaság                                      |
| AAS (2)   | Archaeology, Astronautics, and Seti                        | archeológia, asztronautika és SETI                                   |
| AAT       | Anglo–Australian Telescope                                 | Angol-Ausztrál Távcső                                                |
| AAVSO     | American Association of Variable Star Observers            | Amerikai Változócsillag Megfigyelők Társasága                        |
| ABBA      | ADC Backend For Bolometer Array                            |                                                                      |
| ABE       | AstroBiology Explorer                                      | asztrobiológiai infravörös űrtávcső                                  |
| AC        | active coronae                                             | aktív korona                                                         |
| ACA       | Atacama Compact Array                                      |                                                                      |
| ACE       | Advanced Composition Explorer                              |                                                                      |
| ACIS      | Auto-Correlation Spectrometer and imaging System           |                                                                      |
| ACIT      | Automatic Comet Imaging Telescope                          |                                                                      |
| ACP       | Huygen's Aerosol Collector and Pyrolyser                   |                                                                      |
| ACRIM     | Active Cavity Radiometer Irradiance Monitors               |                                                                      |
| ACS       | Advanced Camera for Surveys                                | Fejlett áttekintő kamera (HST műszere)                               |
| ADC       | Astrophysical Data Center                                  | Asztrofizikai Adatközpont (NASA)                                     |
| ADS       | Astrophysics Data System                                   | Asztrofizikai Adatrendszer (CfA)                                     |
| ADS (2)   | Aitken Double Star Catalogue                               | Aitken Kettőscsillag Katalógus                                       |
| AEG       | Astro Event Group                                          |                                                                      |
| AEOS      | Advanced Electro–Optical System Telscope                   |                                                                      |
| AFOEV     | Association Française des Observateurs d'Etoiles Variables | Változócsillag Megfigyelők Társasága (Franciaország)                 |
| AG        | Astronomische Gesellschaft                                 |                                                                      |
| AGB       | Asymptotic Giant Branch                                    | aszimptotikus óriáság (a HRD-n)                                      |
| AGK       | Astronomische Gesellschaft Katalog                         |                                                                      |
| AGN       | Active Galactic Nuclei                                     | aktív galaxismagok                                                   |
| AGZ       | Astronomische Gesellschaft Zonenkatalog                    | csillagászati pozíciós katalógus                                     |
| AJ        | Astronomical Journal                                       |                                                                      |
| ALIS      | Airborne Laser Isotope Spectrometer                        |                                                                      |
| ALMA      | Atacama Large Millimeter Array                             |                                                                      |
| ALSEP     | Apollo Lunar Science Experiment Package                    |                                                                      |
| Altair    | AL Titude conjugate Adaptive optics for the InfraRed       |                                                                      |
| AMSU      | Advanced Mass Spectrometry Unit                            |                                                                      |
| AN        | Astronomische Nachrichten                                  |                                                                      |
| And       | Andromeda                                                  | Androméda csillagkép                                                 |
| ANS       | Astronomisce Nederlands Satellite                          |                                                                      |
| Ant       | Antlia                                                     | Légszivattyú csillagkép                                              |
| APJ       | Astrophysical Journal                                      |                                                                      |
| APLF      | Association des Planétariums de langue francaise           |                                                                      |
| APO       | Apache Point Observatory                                   |                                                                      |
| Aps       | Apus                                                       | Paradicsommadár csillagkép                                           |
| APT       | Automatic Photometric Telescope                            | automatikus fotometriai teleszkóp                                    |
| Aql       | Aquila                                                     | Sas csillagkép                                                       |
| Aqr       | Aquarius                                                   | Vízöntő csillagkép                                                   |
| Ara       | Ara                                                        | Oltár csillagkép                                                     |
| ARGUS     | Astronomical Research Group Under Stars                    |                                                                      |
| Ari       | Aries                                                      | Kos csillagkép                                                       |
| ASAS      | All Sky Automated Survey                                   | teljes égboltfelmérés automata kis távcsövekkel                      |
| ASCA      | Japanese X-ray satellite                                   | japán röntgenműhold                                                  |
| ASLV      | Advanced Satellite Launch Vehicle                          | Fejlett műholdindító jármű                                           |
| ASM       | All Sky monitor                                            |                                                                      |
| ASP       | Astronomical Society of the Pacific                        |                                                                      |
| AST       | Apparent Solar Time                                        |                                                                      |
| AST/RO    | Antarctic Submillimeter Telescope and Remote Observatory   | szubmilliméteres távcső az Antarktiszon                              |
| ASTRON    | Dutch Stichting ASTRonomisch Orderzoek in Nederland        |                                                                      |
| ATNF      | Australia Telescope National Facility                      |                                                                      |
| ATCA      | Australia Telescope Compact Array                          |                                                                      |
| A. U.     | Astronomical Unit                                          | Csillagászati Egység                                                 |
| AURA      | Association of Universities for Research in Astronomy      | Csillagászati Kutatások Egyetemi Szövetsége(USA)                     |
| Aur       | Auriga                                                     | Szekeres csillagkép                                                  |
| AVO       | Astrophysical Virtual Observatory                          |                                                                      |
| AXP       | Anomalous X-Ray Pulsar                                     |                                                                      |
| AXAF      | Advanced X-ray Astrophysics Facility                       |                                                                      |

## B
| Rövidítés  | Eredeti jelentése                                  | Magyar jelentése |
| ---------- | -------------------------------------------------- | --- |
| BAA        | British Astronomical Association                   | Brit Csillagászati Egyesület                                                                                            |
| BAAS       | Bulletin of the American Astronomical Society      | |
| BART       | Bajai Asztrofizikai Robottávcső                    | Bajai Asztrofizikai Robottávcső                                                                                         |
| BATSE      | Burst and Transient Source Experiment              | kitörés és tranziens forrás kísérlet                                                                                    |
| BBXRT      | Broad Band X-ray Telescope                         | |
| BC         | bolometric correction                              | bolometrikus korrekció                                                                                                  |
| BCD-galaxy | blue compact dwarf galaxy                          | kék kompakt törpegalaxis                                                                                                |
| BD         | Bonner Durchmusterung                              | Bonner átvizsgáló katalógus                                                                                             |
| bHROS      | bench Mounted High-Resolution Optical Spectrograph | |
| BHXRB      | Black Hole X-ray Binary (systems)                  | röntgen sugárzó kettőscsillag fekete lyuk komponenssel                                                                  |
| BIMA       | Berkeley–Illinois–Maryland Association             | |
| BIS        | British Interplanetary Society                     | |
| BiSON      | Birmingham Solar Oscillations Network              | Birmingham Nap-rezgéseket megfigyelő hálózat                                                                            |
| BLOB       | Binary Large Object                                | |
| BM         | Blue Moon                                          | |
| Boo        | Bootes                                             | Ökörhajcsár csillagkép                                                                                                  |
| BPP        | Breakthrough Propulsion Physics (Project)          | áttörés a meghajtás fizikáján (a NASA 1996 és 2002 közötti, antigravitációs meghajtással foglalkozó kutatási programja) |

## C
| Rövidítés | Eredeti jelentése                                              | Magyar jelentése                                              |
| --------- | -------------------------------------------------------------- | ------------------------------------------------------------- |
| C         | Cambridge Catalog                                              | Cambridge Katalógus                                           |
| CAAA      | Capital Area Astronomy Association                             |                                                               |
| CADC      | Canadian Astronomy Data Centre                                 | kanadai asztrofizika adatközpont                              |
| CALL      | Collaborative Asteroid Lightcurve Link                         |                                                               |
| Cae       | Caelum                                                         | Véső csillagkép                                               |
| Cam       | Camelopardalis                                                 | Zsiráf csillagkép                                             |
| CANDELS   | Cosmic Assembly Near-Infrared Deep Extragalactic Legacy Survey |                                                               |
| CANSERV   | Canadian Service Observing Program                             |                                                               |
| Cap       | Capricornus                                                    | Bak csillagkép                                                |
| CAPS      | Cassini Plasma Spectrometer                                    | A Cassini–Huygens szonda egyik műszere.                       |
| Car       | Carina                                                         | Hajógerinc csillagkép                                         |
| CARA      | Center for Astrophysical Research in Antarctica                | Asztrofizikai kutatások központja az Antarktikán              |
| CARA (2)  | California Association for Research in Astronomy               |                                                               |
| CARMA     | Combined Array for Research in Millimeter-wave Astronomy       |                                                               |
| Cas       | Cassiopeia                                                     | Kassziopeia csillagkép                                        |
| CAT       | Cosmic Anisotropy Telescope                                    |                                                               |
| CBI       | Cosmic Background Imager                                       | kozmikus háttérsugárzás képalkotó megfigyelő                  |
| CCD       | Charge Coupled Device                                          | töltéscsatolt eszköz                                          |
| CCF       | Cosmogenic Correlation Factor                                  |                                                               |
| CD        | Córdoba Durchmusterung                                         | Córdoba átvizsgáló katalógus                                  |
| CDM       | could dark matter                                              | hideg sötét anyag                                             |
| CDS       | Centre de Données Astronomiques                                | Csillagászati Adatközpont, Strasbourg                         |
| CELT      | Californian Extreme Large Telescope                            | kaliforniai extrém nagy távcső                                |
| Cen       | Centaurus                                                      | Kentaur csillagkép                                            |
| Cep       | Cepheus                                                        | Cefeusz csillagkép                                            |
| Cet       | Cetus                                                          | Cet csillagkép                                                |
| CETI      | Communication with Extraterrestrial Intelligence               | kommunikáció földönkívüli intelligenciával                    |
| CEV       | Crew Exploration Vehicle                                       | személyzeti felfedező jármű                                   |
| CfA       | Center for Astrophysics                                        | Asztrofizikai Központ                                         |
| CFCO      | Committee For Crescent Observation                             |                                                               |
| CFCP      | Center For Cosmological Physics                                |                                                               |
| CFHT      | Canada–France–Hawaii Telescope                                 | Kanadai-Francia-Hawaii Távcső                                 |
| CGPS      | Canadian Galactic Plan Survey                                  |                                                               |
| CGRO      | Compton Gamma-Ray Observatory                                  | Compton gamma űrtávcső (NASA)                                 |
| Cha       | Chamaeleon                                                     | Kaméleon csillagkép                                           |
| CHARA     | Center for High Angular Resolution Astronomy                   |                                                               |
| CHRIS     | Compact High Resolution Imaging Spectrometer                   |                                                               |
| CHSS      | Century Halo Star Survey                                       |                                                               |
| Cir       | Circinus                                                       | Körző csillagkép                                              |
| CIRPASS   | Cambridge Infrared Panoramic Survey Spectrograph               |                                                               |
| CLSFT     | Cambridge Low-Frequency Synthesis Telescope                    |                                                               |
| CM        | central meridian                                               | centrálmeridián                                               |
| CM (2)    | Command Module                                                 |                                                               |
| CMa       | Canis Maior                                                    | Nagy Kutya csillagkép                                         |
| CMB       | cosmic microwave background                                    | kozmikus mikrohullámú háttér                                  |
| CMBR      | cosmic microwave background radiation                          | kozmikus mikrohullámú háttérsugárzás                          |
| CMD       | Color-Magnitude Diagram                                        | szín-fényesség diagram                                        |
| CME       | coronal mass ejection                                          | koronakilövellés                                              |
| CMi       | Canis Minor                                                    | Kis Kutya csillagkép                                          |
| CMOS      | Complementary metal–oxide–semiconductor                        | komplementer fém-oxid félvezető                               |
| CMT       | Carlsberg Meridian Telescope                                   |                                                               |
| Cnc       | Cancer                                                         | Rák csillagkép                                                |
| CNS       | Central Navigation System                                      |                                                               |
| COBE      | Cosmic Background Explorer                                     | kozmikus háttérsugárzás megfigyelő (műhold)                   |
| Col       | Columba                                                        | Galamb csillagkép                                             |
| Com       | Coma Berenices                                                 | Bereniké Haja csillagkép                                      |
| COROT     | convection et rotation                                         | változócsillagokat (konvekció, rotáció, pulzáció) mérő műhold |
| COSC      | Compton Observatory Science Support Center                     |                                                               |
| COSPAR    | Committee on Space Research                                    | Űrkutatási Bizottság                                          |
| COSTAR    | Corrective Optics Space Telescope Axial Replacement            |                                                               |
| CPD       | Cape Photographic Durchmusterung                               | Cape fotografikus összeszámláló katalógus                     |
| CrA       | Corona Australis                                               | Déli Korona csillagkép                                        |
| CrB       | Corona Borealis                                                | Északi Korona csillagkép                                      |
| CREAM     | Cosmic Ray Energetics And Mass                                 |                                                               |
| CRS       | Cambridge Reference Sequence                                   |                                                               |
| Crv       | Corvus                                                         | Holló csillagkép                                              |
| Crt       | Crater                                                         | serleg csillagkép                                             |
| Cru       | Crux                                                           | Dél Keresztje csillagkép                                      |
| CSA       | Canadian Space Agency                                          | Kanadai Űrügynökség                                           |
| CSO       | Caltech Submillimeter Observatory                              |                                                               |
| CSPN      | Central Star of Planetary Nebula                               | Planetáris köd központi csillaga                              |
| CTIO      | Cerro Tololo Interamerican Observatory                         |                                                               |
| CTTS      | Classical T Tauri Star                                         | Klasszikus T Tauri csillag                                    |
| CUO       | Copenhagen University Observatory                              | Koppenhágai Egyetem Csillagvizsgálója                         |
| CUT       | Coordinated Universal Time                                     | koordinált világidő                                           |
| CVAS      | Chippewa Valley Astronomical Society                           |                                                               |
| CV        | Cataclismic Variable                                           | kataklizmikus változó (típus)                                 |
| CVn       | Canes Venatici                                                 | Vadászebek csillagkép                                         |
| CVP       | Continuously Variable Planetary                                |                                                               |
| CXO       | Chandra X-ray Observation                                      | A Chandra űrtávcső megfigyelési adatait tartalmazó katalógus. |
| Cyg       | Cygnus                                                         | Hattyú csillagkép                                             |

## Cs
| Rövidítés | Eredeti jelentése    | Magyar jelentése     |
| --------- | -------------------- | -------------------- |
| CSE       | Csillagászati egység | Csillagászati egység |
| CSILL     | csillagászat         | csillagászat         |

## D
| Rövidítés | Eredeti jelentése                                         | Magyar jelentése                                                        |
| --------- | --------------------------------------------------------- | ----------------------------------------------------------------------- |
| DAO       | Dominion Astrophysical Observatory                        | Dominion Asztrofizikai Obszervatórium                                   |
| DBS       | direct broadcasting by satellite                          | közvetlen műholdas műsorszórás                                          |
| DCD       | depth of discharge                                        | kisülés mélysége                                                        |
| DDO       | David Dunlap Observatory                                  | David Dunlap Obszervatórium (Kanada)                                    |
| DEIMOS    | DEep Imaging Multi-Object                                 | (spektrográf)                                                           |
| Del       | Delphinus                                                 | Delfin csillagkép                                                       |
| DENIS     | Deep Near-Infrared Survey of the Southern Sky             | déli égbolt felmérő program közeli infravörösben                        |
| 2dFGRS    | 2dF Galaxy Redshift Survey                                | galaxisok vöröseltolódását mérő program (Angol-Ausztrál Obszervatórium) |
| DFT       | Discrete Fourier Transformation                           | diszkrét Fourier-transzformáció                                         |
| DHCs      | dark-halo craters                                         |                                                                         |
| DIRBE     | Diffuse InfraRed Background Explorer                      | szórt infravörös háttérsugárzás megfigyelő                              |
| DISR      | Descent Imager/Spectral Radiometer                        |                                                                         |
| Dor       | Dorado                                                    | Aranyhal csillagkép                                                     |
| DPCM      | differential pulse code modulation                        | differenciális impulzuskód-moduláció                                    |
| Dra       | Draco                                                     | Sárkány csillagkép                                                      |
| DRAO      | Dominion Radio Astrophysical Observatory                  | Dominion Asztrofizikai Rádióobszervatórium                              |
| DRS       | Data Relay Satellite                                      | adattovábbító műhold                                                    |
| DSS       | Digitized Sky Survey (elektronikus csillagtérképe (POSS)) | digitális égboltfelmérés                                                |
| DTC       | design to cost                                            | költségalapú tervezés                                                   |
| DTLCC     | design to lifecycle cost                                  | élettartamköltségre való tervezés                                       |
| DVAG      | Dark energy Vacuum energy Aether Gravity                  | Sötét energia Vákuum energia Éter Gravitáció                            |
| DWE       | Doppler Wind Experiment                                   |                                                                         |

## E
| Rövidítés  | Eredeti jelentése                                                       | Magyar jelentése                                                                        |
| ---------- | ----------------------------------------------------------------------- | --------------------------------------------------------------------------------------- |
| EAAE       | European Association for Astronomy Education                            | Európai Csillagászati Oktatás Egyesület                                                 |
| EA, EB, EV | eclipsing binary subtypes                                               | fedési kettősök alosztályai                                                             |
| EAS        | European Astronomical Society                                           | Európai Csillagászati Társaság                                                          |
| EB         | eclipsing binary subtypes                                               | fedési kettőscsillagok alosztályai                                                      |
| EBW        | exploding bridge wire                                                   | robbantókábel                                                                           |
| EGG        | evaporating gaseous globule                                             |                                                                                         |
| EIRP       | Effective Isotropic Radiated Power, Equivalent isotropic radiated power | tényleges izotróp kisugárzott teljesítmény, ekvivalens izotróp kisugárzott teljesítmény |
| EISCAT     | European Incoherent SCATtter                                            |                                                                                         |
| ELDO       | European Vehicle Launcher Development Organisation                      | Európai Űrhajózási Szervezet                                                            |
| ELF        | Extremely Large Telescope                                               | Extrém Nagy Távcső                                                                      |
| ELFIR      | extremely luminous far-infrared sources                                 | extrém fényességű távoli-infravörös források                                            |
| ELV        | expendable launch vehicle                                               | egyszer felhasználható hordozórakéta                                                    |
| EM         | engineering model                                                       | bemérő modell                                                                           |
| EMC        | electromagnetic compatibility                                           | elektromágneses kompatibilitás, elektromágneses összeférhetőség                         |
| EMI        | electromagnetic interference                                            | elektromágneses interferencia, elektromágneses zavar                                    |
| EMOS       | Eearth mean orbitalspeed                                                | Föld közepes pályamenti sebessége                                                       |
| EMP        | electromagnetic pulse                                                   | elektromágneses impulzus                                                                |
| EOS        | Earth Observing System                                                  | földmegfigyelő műholdhálózat (NASA)                                                     |
| EPC        | electric power converter                                                | elektromosteljesítmény-átalakító                                                        |
| Equ        | Equleus                                                                 | Csikó csillagkép                                                                        |
| ERA        | European Research Area                                                  |                                                                                         |
| Eri        | Eridanus                                                                | Eridánusz csillagkép                                                                    |
| EROS       | Expérience de Recherche d'Objets Sombres                                | gravitációs lencse kereső megfigyelési program                                          |
| EROs (2)   | extremely red objects                                                   |                                                                                         |
| ESA        | European Space Agency                                                   | Európai Űrügynökség                                                                     |
| ESIS       | European Space Information System                                       |                                                                                         |
| ESO        | European Southern Observatory                                           | Európai Déli Obszervatórium                                                             |
| ET         | Ephemeris Time                                                          | efemerisz idő                                                                           |
| ET         | Equation of Time                                                        |                                                                                         |
| ETI        | Extraterrestrial Intelligence                                           | Földönkívüli értelem                                                                    |
| EUD        | Exploration of the Universe Division (NASA)                             |                                                                                         |
| EUV        | extreme ultraviolet                                                     | extrém ultraibolya (színképtartomány)                                                   |
| EUVE       | Extreme Ultraviolet Explorer                                            | extrém ultraibolya kutató                                                               |
| EVA        | Extra-Vehicular Activity                                                | űrhajón kívüli tevékenység, űrséta                                                      |
| EVN        | European VLBI network                                                   |                                                                                         |
| EVLA       | Expanded Very Large Array                                               |                                                                                         |
| EXIST      | Energetic X-ray Imaging Survey Telescope                                | képalkotó röntgen távcső (tervezett műhold)                                             |

## F
| Rövidítés | Eredeti jelentése                             | Magyar jelentése                                        |
| --------- | --------------------------------------------- | ------------------------------------------------------- |
| FAME      | Full Sky Astrometric Explorer                 | teljes égbolt asztrometriai felmérő (műhold)            |
| FCRAO     | Five College Radio Astronomy Observatory      |                                                         |
| FDM       | frequency-division multiplexing               | frekvenciaosztású nyalábolás                            |
| FDMA      | frequency-division multiple access            | frekvenciaosztású többszörös hozzáférés                 |
| FET       | field effect transistor                       | térvezérlésű tranzisztor                                |
| FFT       | fast Fourier transform                        | gyors fourier-transzformáció                            |
| FK5       | Fundamental Catalog 5                         |                                                         |
| FLAMES    | Fibre Large Array Multi Element Spectrograph  |                                                         |
| FM        | flight model                                  | repülési modell                                         |
| FM (2)    | frequency modulation                          | frekvenciamoduláció                                     |
| FMEA      | failure modes and effects analysis            | hibatípus- és hatáselemzés                              |
| FMECA     | failure modes effects and critically analysis | hibatípus-, hatás-, és kritikusállapot elemzés          |
| FMOS      | Fibre Multi Object Spectrograph               |                                                         |
| For       | Fornax                                        | Kemence csillagkép                                      |
| FOV       | Field Of View                                 | látómező                                                |
| FRESIP    | Frequency of Earth Sized Inner Planets        | Föld méretű belső bolygók gyakorisága                   |
| FRR       | flight readiness review                       | repülési készenlét áttekintése                          |
| FSK       | frequency shift keying                        | frekvenciabillentyűzés, frekvenciakapcsolásos moduláció |
| FTP       | forward test post                             | előretolt ellenőrző állomás                             |
| FUSE      | Far Ultraviolet Spectroscopic Explorer        | távoli ultraibolya spektroszkópiai megfigyelő (műhold)  |
| FWHM      | Full Width of Half Maximum                    | teljes szélesség a maximum felénél (félérték-szélesség) |

## G
| Rövidítés | Eredeti jelentése                                           | Magyar jelentése                                                                        |
| --------- | ----------------------------------------------------------- | --------------------------------------------------------------------------------------- |
| GA        | Göttinger Aktinometrie                                      |                                                                                         |
| GAIA      | Global Astrometric Interferometer for Astrophysics          | globális asztrometriai interferométer asztrofizikai kutatásokhoz (űrszonda)             |
| GALEX     | Galaxy Evolution Explorer                                   | galaxisfejlődés kutató                                                                  |
| GALLEX    | GALLium EXperiment                                          | Gallium Kísérlet (olaszországi neutrínódetektor)                                        |
| GARP      | Global Atmospheric Research Projector                       | Globális Légkörkutatási Projekt                                                         |
| GCMS      | Gas Chromatograph Mass Spectrometer                         |                                                                                         |
| GCPD      | General Catalogue of Photometric Data                       | fotometriai adatok általános katalógusa                                                 |
| GCVS      | General Catalogue of Variable Stars                         | Változócsillagok Általános Katalógusa                                                   |
| Gem       | Gemini                                                      | Ikrek csillagkép                                                                        |
| GEO       | geostationary earth object                                  | geostacionárius objektum                                                                |
| GIRL      | German InfraRed Laboratory                                  | német infravörös laboratórium                                                           |
| GIS       | ground interface structure                                  |                                                                                         |
| GKS       | galaktikus kozmikus sugárzás                                | galaktikus kozmikus sugárzás                                                            |
| GLAST     | Gamma-ray Large Area Space Telescope                        | gammasugár nagy felületű távcső (műhold)                                                |
| GMAT      | Greenwich Mean Astronomical Time (12 hours behind)          | greenwichi csillagászati idő (GMT/UT 12 óra)                                            |
| GMC       | giant molecular cloud                                       | óriás molekulafelhő                                                                     |
| GMOS      | Gemini Multi–Object Spectrograph                            | Gemini Multiobjektum Spektrográf                                                        |
| GMRT      | Giant Metrewave Radio Telescope                             |                                                                                         |
| GMT       | Giant Magellanic Telescope                                  |                                                                                         |
| GMT (2)   | Greenwich Mean Time                                         | greenwichi középidő                                                                     |
| GN        | gaseous diffuse nebula                                      |                                                                                         |
| GNAT      | Global Network of Astronomical Telescopes                   |                                                                                         |
| GNIFS     | Gemini's Near-Infrared Integral Field Spectrometer          |                                                                                         |
| GNIRS     | Gemini Near Infrared Spectrograph                           | Gemini közeli-infravörös spektrográf                                                    |
| GONG      | Global Oscillation Network Group                            | naprezgéseket megfigyelő hálózat                                                        |
| GOODS     | Great Observatories Origins Deep Survey                     | nagy obszervatóriumok galaxisfelmérő kutatóprogramja                                    |
| GPS       | Global Positioning System                                   | globális helyzetmeghatározó rendszer, földrajzi helyzetmeghatározó rendszer műholdakkal |
| GR        | gravity                                                     | tömegvonzás, nehézkedés                                                                 |
| GRANAT    | Russian Space Observatory for gamma-ray and X-ray astronomy | orosz gamma- és infravörös csillagászati kutató űrobszervatórium                        |
| GRB       | Gamma-ray Burst                                             | gamma-kitörés                                                                           |
| GRIP      | Gamma-Ray Imaging Platform                                  |                                                                                         |
| GRIS      | Gamma-Ray Imaging Spectrometer                              |                                                                                         |
| GRO       | Gamma Ray Observatory                                       |                                                                                         |
| GRS       | Great Red Spot                                              | Nagy Vörös Folt (a Jupiter felületén)                                                   |
| Gru       | Grus                                                        | Daru csillagkép                                                                         |
| GSC       | Gemini Science Committee                                    |                                                                                         |
| GSC       | Guide Star Catalog                                          |                                                                                         |
| GSFC      | Goddard Space Flight Center                                 | Goddard Űrközpont                                                                       |
| GSO       | geostationary satellite orbit                               | geostacionárius pálya                                                                   |
| GSR       | Galactic standard of rest                                   |                                                                                         |
| GST       | Greenwich Sideral Time                                      | greenwichi sziderikus idő                                                               |
| GTO       | geostationary transfer orbit                                | geostacionárius átmeneti pálya                                                          |
| GUT       | Grand Unified Theory                                        | Nagy egyesített elmélet                                                                 |

## H
| Rövidítés | Eredeti jelentése                                 | Magyar jelentése                                  |
| --------- | ------------------------------------------------- | ------------------------------------------------- |
| HA        | hour angle                                        | óraszög                                           |
| HartRAO   | Hartebeesthoek Radio Astronomy Observatory        | Hartebeesthoek Rádiócsillagászati Obszrevatórium  |
| HASI      | Huygens Atmospheric Structure Instrument          |                                                   |
| HB        | Horizontal Branch                                 | horizontális ág (a HRD-n)                         |
| HCFA      | HARPS Cassegrain Fibre Adapter                    |                                                   |
| HCM       | hierarchical clustering and merging model         |                                                   |
| HD        | Henry Draper Catalog                              | Henry Draper Katalógus                            |
| HDC       | Henry Draper Catalogue                            | Henry Draper színképkatalógus                     |
| HDD       | head-down display                                 | műszerfalon elhelyezett kijelző                   |
| HDF       | Hubble Deep Field                                 | Hubble mély-ég felmérés (HST)                     |
| HDLC      | high level data link control                      | fontos (magas szintű) adatok átvitelének módszere |
| HDTV, HDT | high definition television                        | nagy felbontású televízió                         |
| HEAO      | High Energy Astrophysical Observatory             | Nagyenergiájú Asztrofizikai Obszervatórium        |
| HEASARC   | High Energy Astrophysics Science Archive Research |                                                   |
| Her       | Hercules                                          | Herkules csillagkép                               |
| HESSI     | High Energy Solar Spectroscopic Imager            |                                                   |
| HET       | Hobby-Eberly Telescope                            | Hobby Eberly távcső (Texas)                       |
| HETE      | High Energy Transient Experiment                  | nagyenergiájú felvillanásokat megfigyelő műhold   |
| HHP       | Hubble Heritage Project                           | Hubble Örökség Program (HST)                      |
| HJD       | Heliocentric Julian Date                          | Heliocentrikus Julián Dátum                       |
| HMXB      | High-Mass X-Ray Binary                            | nagy tömegű röntgen kettőscsillag                 |
| Hor       | Horologium                                        | Ingaóra csillagkép                                |
| HPP       | Harvard Photographic Photometrie                  | Harvard fotografikus fotometria                   |
| HRD       | Hertzsprung–Russell-Diagram                       | Hertzsprung–Russell-diagram                       |
| HROS      | High Resolution Optical Spectrograph              | Nagy felbontású Optikai Spektrográf               |
| HSMS      | High Speed Meteor Scatter                         | nagy sebességű meteornyomvonalas összeköttetés    |
| HSO       | Herschel Space Observatory                        | Herschel Űrtávcső                                 |
| HST       | Hubble Space Telescope                            | Hubble űrtávcső                                   |
| HUD       | head-up display                                   | páncélüvegre vetített kijelző                     |
| Hya       | Hydra                                             | Északi Vízikígyó csillagkép                       |
| Hyi       | Hidrus                                            | Déli Vízikígyó csillagkép                         |

## I
| Rövidítés | Eredeti jelentése                                                      | Magyar jelentése                                       |
| --------- | ---------------------------------------------------------------------- | ------------------------------------------------------ |
| IAA       | International Astronautical Academy                                    | Nemzetközi Asztronautikai Akadémia                     |
| IAF       | International Astronautical Federation                                 | Nemzetközi Asztronautikai Szövetség                    |
| IAS       | Infrared Astronomical Satellite                                        | infravörös csillagászati műhold                        |
| IAT       | international atomic time                                              | nemzetközi atomidő                                     |
| IAU       | International Astronomical Union                                       | Nemzetközi Csillagászati Unió                          |
| IC        | Index Catalogue                                                        | Index Katalógus                                        |
| IC (2)    | integrated circuit                                                     | integrált áramkör                                      |
| ICE       | International Cometary Explorer                                        |                                                        |
| ICM       | intracluster medium                                                    | halmazközi anyag                                       |
| ICSI      | IntraCytoplasmic Sperm Injection                                       | intracitoplazmatikus injekciózási eljárás              |
| ICSU      | International Council of Scientific Unions                             | Tudományos Uniók Nemzetközi Tanácsa                    |
| IDP       | interplanetary dust particle                                           |                                                        |
| IF        | intermediate frequency                                                 | középfrekvencia                                        |
| IfA       | Institute for Astronomy at the University of Hawaii                    |                                                        |
| IISL      | International Institute of Space Law                                   | Nemzetközi Világűrjogi Intézet                         |
| IKI       | Space Research Institute of the Russian Space Agency                   |                                                        |
| ILS       | instrument landing system                                              | műszeres leszállórendszer                              |
| IMBH      | Intermediate-mass black hole                                           |                                                        |
| IMF       | initial mass function                                                  | kezdeti tömegfüggvény (csillagok keletkezésénél)       |
| Ind       | Indus                                                                  | Hindu csillagkép                                       |
| INSAT     | Indian National Satellite                                              | Indiai Nemzeti Műhold                                  |
| INTEGRAL  | International Gamma Ray Laboratory                                     |                                                        |
| IPAC      | Infrared Processing and Analysis Center                                |                                                        |
| IPCS      | Imager Photon Counting System                                          |                                                        |
| IPS       | International Polar Sequenz                                            | Nemzetközi Fényességkatalógus                          |
| IR        | infra red                                                              | infravörös                                             |
| IRAF      | Image Reduction and Analysis Facility                                  |                                                        |
| IRAM      | Institut de Radio Astronomie Millimétrique                             |                                                        |
| IRAS      | Infrared Astronomical Satellite                                        | infravörös űrtávcső (műhold)                           |
| IRS       | Indian Remote Sensing                                                  | Indiai Távérzékelés, indiai műholdas rendszer          |
| IRTF      | Infrared Telescope Facility                                            |                                                        |
| IRTS      | Infrared Telescope in Space                                            | Űrbeli Infravörös Távcső (az SFU műhold egyik műszere) |
| ISAS      | Institute of Space and Aeronautical Science at the University of Tokyo |                                                        |
| ISEE      | International Sun–Earth Explorer                                       | Nemzetközi Nap-Föld felfedező                          |
| ISM       | interstellar medium                                                    | csillagközi anyag                                      |
| ISO       | Infrared Space Observatory                                             | infravörös űrtávcső (ESA)                              |
| ISS       | International Space Station                                            | Nemzetközi Űrállomás                                   |
| IUE       | International Ultraviolet Explorer                                     | Nemzetközi Ultraibolya Kutató                          |

## J
| Rövidítés | Eredeti jelentése                                          | Magyar jelentése            |
| --------- | ---------------------------------------------------------- | --------------------------- |
| JAC       | Joint Astronomy Centre                                     |                             |
| JCMT      | James Clerk Maxwell Telescope (Hawaii)                     | James Clerk Maxwell-távcső  |
| JD        | Julian Date                                                | Julián dátum                |
| JILA      | Joint Institute for Laboratory Astrophysics                |                             |
| JIVE/EVN  | Joint Institute for VLBI in Europe / European VLBI Network |                             |
| JkT       | Jacobus Kapteyn Telescope                                  | Jacobus Kapteyn-távcső      |
| JMMC      | Jean-Marie Mariotti Centre for Interferometry              |                             |
| JPL       | Jet Propulsion Laboratory                                  |                             |
| JRASC     | Journal of the Royal Astronomical Society                  |                             |
| JSC       | Lyndon B. Johnson Space Center                             | Lyndon B. Johnson Űrközpont |
| JSFC      | Johnson Space Flight Center                                | Johnson Űrrepülési Központ  |
| JWST      | James Webb Space Telescope                                 | James Webb űrtávcső         |

## K
| Rövidítés | Eredeti jelentése                    | Magyar jelentése                     |
| --------- | ------------------------------------ | ------------------------------------ |
| KAO       | Kuiper Airbone Observatory           | Kuiper repülőgép obszervatórium      |
| KAOS      | Kilo-Aperture Optical Spectrograph   |                                      |
| KBO       | Kuiper Belt Object                   | Kuiper-öv objektum (kisbolygó)       |
| KMH       | kozmikus mikrohullámú háttér         | kozmikus mikrohullámú háttér         |
| KMHS      | kozmikus mikrohullámú hattérsugárzás | kozmikus mikrohullámú hattérsugárzás |
| KPNO      | Kitt Peak National Observatory       | Kitt Peak Nemzeti Obszervatórium     |
| KSC       | Kennedy Space Center                 | Kennedy Űrközpont                    |

## L
| Rövidítés | Eredeti jelentése                                       | Magyar jelentése                                                    |
| --------- | ------------------------------------------------------- | ------------------------------------------------------------------- |
| Lac       | Lacerta                                                 | Gyík csillagkép                                                     |
| LASER     | Light Amplification by Stimulated Emission of Radiation | lézer                                                               |
| LAR       | Large Adaptive reflector                                | nagy adaptív reflektor                                              |
| LBA       | Australian Long Baseline Array                          | ausztrál hosszúbázisú rendszer                                      |
| LBGs      | lyman Break Galaxies                                    |                                                                     |
| LBT       | Large Binocular Telescope                               |                                                                     |
| LBV       | luminous blue variable                                  | nagy fényteljesítményű kék változócsillagok                         |
| LCC       | lifecycle cost                                          | működési idő költsége                                               |
| LCP       | left-hand circular polarisation                         | balkörös polarizáció                                                |
| LDEF      | Long Duration Exposure Facility                         |                                                                     |
| LED       | light emitting diode                                    | fényemittáló dióda, fénykibocsátó dióda                             |
| LEO       | low Earth orbit                                         | alacsony Föld körüli pálya                                          |
| Leo       | Leo                                                     | Oroszlán csillagkép                                                 |
| Lep       | Lepus                                                   | Nyúl csillagkép                                                     |
| LHA       | local hour angle                                        | lokális óraszög                                                     |
| Lib       | Libra                                                   | Mérleg csillagkép                                                   |
| LIC       | local interstellar cloud                                | lokális csillagközi felhő                                           |
| LIGO      | Laser Interferometer Gravitational-wave Observatory     | lézer-interferométer (gravitációs hullámok megfigyelése)            |
| LINEAR    | Lincoln Near Earth Asteroid Research                    | Lincoln Földközeli kisbolygó kutatás                                |
| LISA      | Laser Interferometer Space Antenna                      | Lézer-interferométer Űrantenna (gravitációs hullámok megfigyelése)) |
| LITE      | Light-Time Effect                                       | fény-idő effektus                                                   |
| LK        | légkör                                                  | légkör                                                              |
| LM        | Lunar Module                                            |                                                                     |
| LMC       | Large Magellanic Cloud                                  | Nagy Magellán-felhő                                                 |
| LMi       | Leo Minor                                               | Kis Oroszlán csillagkép                                             |
| LMST      | local mean solar time                                   |                                                                     |
| LMT       | Large Millimeter Wavelength Telescope (Mexikó)          |                                                                     |
| LMXB      | Low-Mass X-ray Binary                                   | kistömegű röntgen kettőscsillag                                     |
| LN        | luna nuova                                              | újhold                                                              |
| LONEOS    | Acronym for Lowell Observatory Near-Earth Object Search | Lowell Obszervatórium földközeli kisbolygó keresés                  |
| LP        | luna piena                                              | telihold                                                            |
| LPV       | Long Period Variables                                   | hosszúperiódusú változócsillagok                                    |
| LRV       | Lunar Roving Vehicle                                    |                                                                     |
| LSAM      | Lunar Surface Access Module                             | Holdra leszállóegység                                               |
| LSB       | Low Surface Brightness Galaxy                           | alacsony felszíni fényességű galaxis                                |
| LSR       | local standard of rest                                  |                                                                     |
| LST       | local sideral time                                      |                                                                     |
| LTE       | lokális termodinamikai egyensúly                        | lokális termodinamikai egyensúly                                    |
| LTP       | lunar transient phenomenon                              |                                                                     |
| LUF       | lowest usable frequency                                 | legkisebb használható frekvencia                                    |
| Lup       | Lupus                                                   | Farkas csillagkép                                                   |
| l. y.     | light year                                              | fényév                                                              |
| Lyn       | Lynx                                                    | Hiúz csillagkép                                                     |
| Lyr       | Lyra                                                    | Lant csillagkép                                                     |

## M
| Rövidítés  | Eredeti jelentése                                           | Magyar jelentése                                                              |
| ---------- | ----------------------------------------------------------- | ----------------------------------------------------------------------------- |
| M          | Messier Catalog                                             | Messier-katalógus                                                             |
| MACHO      | Massive Compact Halo Object                                 | nagy tömegű kompakt halo objektumok                                           |
| MAE        | Mechanical and Aerospace Engineering                        |                                                                               |
| MAG        | Millimetre Astronomy Group                                  |                                                                               |
| MAP        | Microwave Anisotropy Probe                                  | mikrohullámú (sugárzás) anizotrópia megfigyelő (űrszonda)                     |
| MARSIS     | Mars Advanced Radar for Subsurface and Ionosphere Sounding  |                                                                               |
| 2MASS      | Two Micron All-Sky Survey                                   | 2 mikronos (infravörös) égboltfelmérő program                                 |
| MAU        | million accounting units                                    | millió elszámolási egység                                                     |
| MAXIMA     | Millimeter Anisotropy Experiment                            |                                                                               |
| MC         | Mars-crossers                                               | Mars pályáját keresztező kisbolygók                                           |
| MCG        | Morphological Catalogue of Galaxies                         | galaxisok morfológiai katalógusa                                              |
| MCSA       | Multichannel Spectrum Analyzer                              | sokcsatornás színképelemző                                                    |
| MCO        | Mars Climate Orbiter                                        | Mars éghajlatkutató műhold                                                    |
| MCSE       | Magyar Csillagászati Egyesület                              | Magyar Csillagászati Egyesület                                                |
| MCSE-VCSSZ | Magyar Csillagászati Egyesület Változócsillag Szakcsoportja | Magyar Csillagászati Egyesület Változócsillag Szakcsoportja                   |
| MDSCC      | Madrid Deep Space Communication Complex                     |                                                                               |
| MDT        | mean downtime                                               | átlagos állásidő                                                              |
| MEM        | Maximum Entropy Method                                      | maximum entrópia módszer                                                      |
| Men        | Mensa                                                       | Táblahegy csillagkép                                                          |
| MER        | Mars Exploration Rover                                      | Mars felfedező rover                                                          |
| MERLIN     | Multi-Element Radio Linked Interferometer Network           |                                                                               |
| METSAT     | Meteorological Satellite                                    | Meteorológiai műhold                                                          |
| MGS        | Mars Global Surveyor                                        | Globális Mars felmérő                                                         |
| MHD        | Magneto HydroDynamics                                       | magnetohidrodinamika                                                          |
| MHO        | Millstone Hill Observatory (Haystack)                       |                                                                               |
| Mic        | Microscopium                                                | Mikroszkóp csillagkép                                                         |
| MKK        | Morgan, Keenan and Kellman classification                   | Morgan-Keenan-Kellmann spektrálklasszifikációs rendszer                       |
| MMS        | multimission modular spacecraft                             | többfeladatú modulrendszerű űreszköz                                          |
| MMT        | Multiple Mirror Telescope (Observatory Mt. Hopkins)         |                                                                               |
| MMU        | manned manoeuvring unit                                     | rakétaszék                                                                    |
| MNOS       | metal-nitride-oxide semiconductor                           | fém-nitrid-oxid félvezető                                                     |
| MOA        | Microlensing Observations in Astrophysics                   | Mikrolencse-megfigyelések az asztrofizikában (program)                        |
| MODIS      | Moderate Resolution Imaging Spectroradiometer               | közepes felbontású spektroradiométer                                          |
| MOL        | Manned Orbiting Laboratory                                  | lakott űrállomás                                                              |
| Mon        | Monoceros                                                   | Egyszarvú csillagkép                                                          |
| MONS       | Measuring Oscillations in Nearby Stars                      | közeli csillagok oszcillációját mérő (műhold)                                 |
| MOR        | meteorological optical range                                | meteorológiai távolság optikai határa                                         |
| MOS        | metal-oxide semiconductor                                   | fémoxid félvezető                                                             |
| MOST       | Microvariability and Oscillations of Stars                  | csillagok mikrováltozását és oszcillációját mérő (műhold)                     |
| MOU        | memorandum of understanding                                 | szándéknyilatkozat                                                            |
| MPC        | Minor Planet Center                                         | kisbolygó adatközpont                                                         |
| MPD        | magnetoplasmadynamics                                       | magnetoplazmadinamika                                                         |
| MPEC       | Minor Planet Electronic Circulars                           |                                                                               |
| MPL        | Mars Polar Lander                                           | Mars Sarki Leszállóegység (a Mars Surveyor program (1998) második űrszondája) |
| MRAO       | Mullard Radio Astronomy Observatory                         | Mullard Rádiócsillagászati Obszervatórium                                     |
| MRO        | Mars Reconnaissance Orbiter                                 | Mars Felderítő Űrhajó                                                         |
| MRT        | mean repair time                                            | átlagos javítási idő                                                          |
| MS         | main sequence                                               | fősorozat (a HRD-n)                                                           |
| MSS        | multispectral scanner                                       | többsávos letapogatórendszer                                                  |
| MSSL       | Mullard Space Science Laboratory                            | Mullard Űrkutatási Laboratórium                                               |
| MSX        | Midcourse Space Experiment                                  |                                                                               |
| MTBF       | mean time between failures                                  | átlagos meghibásodási időköz, közepes meghibásodási időköz                    |
| MTF        | modulation transfer function                                | modulációátviteli függvény                                                    |
| MTTF       | mean time to failure                                        | átlagos idő meghibásodásig                                                    |
| MTTR       | mean time to restoration                                    | átlagos helyreállítási idő, átlagos javítási idő                              |
| Mus        | Musca                                                       | Légy csillagkép                                                               |
| MUSE       | Multi Unit Spectroscopic Explorer                           |                                                                               |

## N
| Rövidítés | Eredeti jelentése                                              | Magyar jelentése                                                                                  |
| --------- | -------------------------------------------------------------- | ------------------------------------------------------------------------------------------------- |
| N30       | Catalogue of 5268 Standard Stars                               | 5268 standardcsillag katalógusa                                                                   |
| NAIC      | National Astronomy and Ionosphere Center (Arecibo Observatory) |                                                                                                   |
| NASA      | National Aeronautics and Space Administration                  | Nemzeti Űrkutatási Hivatal (USA)                                                                  |
| NASDA     | National Space Development Agency                              |                                                                                                   |
| NEA       | Near-Earth Asteroids                                           | földközeli kisbolygók                                                                             |
| NEAP      | Near Earth Asteroid Aspector                                   |                                                                                                   |
| NEAR      | Near-Earth Asteroid Rendezvous                                 | földközeli kisbolygókat vizsgáló (űrszonda)                                                       |
| NEAT      | Near Earth Asteroid Tracking System                            | Föld-közeli kisbolygókat vizsgáló megfigyelési program                                            |
| NED       | NASA Extragalactic Database                                    | extragalaxisok adatbázisa (NASA)                                                                  |
| NEO       | near-Earth object                                              | földközeli objektum                                                                               |
| NEOS      | National Earth Orientation Service                             |                                                                                                   |
| NEVEC     | NOVA ESO VLTI Expertise Centre                                 |                                                                                                   |
| NGC       | New General Catalog of nebulae and star clusters               | Ködök és Csillaghalmazok Új Általános Katalógusa                                                  |
| NGST      | New General Space Telescope                                    | Új Generációs Űrtávcső                                                                            |
| NICMOS    | Near-Infrared Camera and Multi-Object Spectrometer             | közeli infravörös kamera és multiobjektum-spektrográf (Hubble Űrtávcső műszere)                   |
| NIR       | near-infrared                                                  | közeli infravörös                                                                                 |
| NIRI      | Near Infrared Imager                                           | Közeli Infravörös Megfigyelő                                                                      |
| NLC       | noctilucent clouds                                             |                                                                                                   |
| NLTE      | nem lokális termodinamikai egyensúly                           | nem lokális termodinamikai egyensúly                                                              |
| NML       | nuclear magnetic resonance                                     | mágneses rezonancia                                                                               |
| NNRMS     | National Natural Resources Managament System                   | Nemzeti Természeti Erőforrás Kezelési Rendszer (IRS műholdak adatait felhasználó indiai rendszer) |
| NNTT      | National New Technology Telescope                              |                                                                                                   |
| NOAA      | National Oceanic and Atmospheric Administration                | Nemzeti Oceanográfiai és Légkörkutató Szervezet (USA)                                             |
| NOAO      | National Optical Astronomy Observatories                       | Nemzeti Optikai Csillagászati Obszervatóriumok (USA)                                              |
| Nor       | Norma                                                          | Szögmérő csillagkép                                                                               |
| NOT       | Nordic Optical Telescope                                       | skandináv optikai távcső                                                                          |
| NPD       | nord polar distance                                            | északi pólustávolság                                                                              |
| NPS       | north polar sequence                                           | északi pólus csillagsorozata                                                                      |
| NRAO      | National Radio Astronomy Observatory                           | Nemzeti Rádiócsilagászati Obszervatórium                                                          |
| NSO       | National Solar Observatory                                     | Nemzeti Napfizikai Obszervatórium (USA)                                                           |
| NSW       | New Catalog of Suspected Variables                             |                                                                                                   |
| NRAO      | National Radio Astronomy Observatory                           | Nemzeti Rádiócsillagászati Obszervatórium (USA)                                                   |
| NRO       | Nation River Observatory                                       |                                                                                                   |
| NRO (2)   | Nobeyama Radio Observatory                                     | Nobeyama Rádióobszervatórium                                                                      |
| NTT       | New Technology Telescope                                       |                                                                                                   |
| NYISZ     |                                                                | nyári időszámítás                                                                                 |

## Ny
| Rövidítés | Eredeti jelentése | Magyar jelentése  |
| --------- | ----------------- | ----------------- |
| NYISZ     | Nyári időszámítás | Nyári időszámítás |

## O
| Rövidítés | Eredeti jelentése                                                      | Magyar jelentése                                                              |
| --------- | ---------------------------------------------------------------------- | ----------------------------------------------------------------------------- |
| OAN       | Observatorio Astronómico Nacional-Yebes                                |                                                                               |
| OAO       | Orbiting Astronomical Observatory                                      |                                                                               |
| OBC       | onboard computer                                                       | fedélzeti számítógép                                                          |
| OC        | Observed-Calculated                                                    | megfigyelt és számolt időpont különbsége (változócsillagoknál max. vagy min.) |
| Oct       | Octans                                                                 | Oktáns csillagkép                                                             |
| OGLE      | Optical Gravitational Lensing Experiment                               | optikai gravitációs lencse kereső megfigyelési program                        |
| OGO       | Orbiting Geophysical Observatory                                       | Orbitális Geofizikai Obszervatórium                                           |
| OPAL      | Opacity code Lawrence Livermore Nat. Laboratory                        | opacitás kódtáblázat könnyű elemekre                                          |
| Oph       | Ophiucus                                                               | Kígyótartó csillagkép                                                         |
| OPL       | optical path length                                                    |                                                                               |
| OPLE      | Omega Position Location Equipment                                      | Omega helymeghatározó berendezés                                              |
| Ori       | Orion                                                                  | Orion csillagkép                                                              |
| OSCIR     | University of Florida Observatory Spectrometer Camera for the InfraRed |                                                                               |
| OSO       | Onsala Space Observatory                                               | Onsala Űrobszervatórium                                                       |
| OSO       | Orbiting Solar Observatory                                             |                                                                               |
| OTV       | orbital transfer vehicle                                               | űrkomp, csak űrszállításra alkalmas jármű                                     |
| OVLBI     | Orbiting Very Long Baseline Interferometry                             |                                                                               |
| OVRO      | Owens Valley Radio Observatory                                         |                                                                               |
| OWL       | Overwhelmingly Large Telescope                                         | Elsöprően Nagy Távcső (tervezett)                                             |

## P
| Rövidítés | Eredeti jelentése                                    | Magyar jelentése                                                          |
| --------- | ---------------------------------------------------- | ------------------------------------------------------------------------- |
| PA        | position angle                                       | pozíciószög                                                               |
| PAH       | Polycyclic Aromatic Hydrocarbons                     | policiklikus aromás szénhidrogének (meteorok anyagában)                   |
| PAL       | propulseurs d'appoint liquide                        | folyékony hajtóanyagú segédrakéta                                         |
| PALADS    | Panoramic Annular Lens Attitude Determination System | PAL-optikán alapuló helyzetmeghatározó műszer                             |
| PAM       | pulse-amplitude modulation                           | impulzusamplitúdó-moduláció                                               |
| Pav       | Pavo                                                 | Páva csillagkép                                                           |
| Pc        | parsec                                               | parszek                                                                   |
| PCM       | pulse-code modulation                                | impulzuskód-moduláció                                                     |
| PDL       | Panoramic Doughnut Lens                              | panoramikus fánklencse                                                    |
| PDM       | pulse-duration modulation                            | impulzustartam-moduláció                                                  |
| PDR       | preliminary design review                            | előterv-áttekintés, tervvázlat-áttekintés                                 |
| PECS      | Plan for European Cooperative States                 | Európai Együttműködő Államok Tervezete (az Európai Űrügynökség programja) |
| Peg       | Pegasus                                              | Pegazus csillagkép                                                        |
| PEP       | photoelectric photometry                             | fotoelektromos fotometria                                                 |
| Per       | Perseus                                              | Perszeusz csillagkép                                                      |
| PFD       | power spectral density                               | teljesítményspektrum-sűrűség                                              |
| PGC       | Principal Galaxy Catalog                             |                                                                           |
| PHA       | potentially hazardous asteroid                       | potenciálisan veszélyes kisbolygó                                         |
| Phe       | Phoenix                                              | Főnix csillagkép                                                          |
| Pic       | Pictor                                               | Festő csillagkép                                                          |
| PM        | phase modulation                                     | fázismoduláció                                                            |
| PMT       | PhotoMultiplier Tube                                 | fotoelektronsokszorozó cső                                                |
| PN        | Planetary Nebula                                     | planetáris köd                                                            |
| POSS      | Palomar Observatory Sky Survey                       | Palomar (fotografikus) égboltfelmérő program                              |
| PLL       | phase-locked loop                                    | fáziszárt hurok, fázisszabályozott hurok                                  |
| PPM       | pulse-position modulation                            | impulzushelyzet-moduláció                                                 |
| PPN       | Proto-Planetary Nebula                               | protoplanetáris köd                                                       |
| PQ        | primo quarto (di luna)                               | első holdnegyed                                                           |
| PROBA     | Project for On-Board Autonomy                        |                                                                           |
| PsA       | Piscis Austrinus                                     | Déli Hal csillagkép                                                       |
| Psc       | Pisces                                               | Halak csillagkép                                                          |
| PSF       | Point-Spread-Function                                | fényességeloszlási függvény (CCD-képen)                                   |
| PSK       | phase-shift keying                                   | fázisbillentyűzés, fázisváltásos mód                                      |
| PSLV      | Polar Satellite Launch Vehicle                       | poláris műholdat indító jármű                                             |
| PSR       | pulsar                                               | pulzár                                                                    |
| Pup       | Puppis                                               | Hajófara csillagkép                                                       |
| Pyx       | Pyxis                                                | Tájoló csillagkép                                                         |
| PWM       | pulse-width modulation                               | impulzusszélesség-moduláció                                               |
| PZT       | photographic zenith tube                             |                                                                           |

## Q
| Rövidítés | Eredeti jelentése           | Magyar jelentése                               |
| --------- | --------------------------- | ---------------------------------------------- |
| QCD       | quantum electrodynamics     | kvantumelektrodinamika                         |
| QED       | quantum chromodynamics      | kvantum-színdinamika                           |
| QPO       | Quasi-Periodic Oscillations | kváziperiódikus oszcillációk (CV csillagoknál) |
| QSG       | Quasi-Stellar Galaxy        | csillagszerű galaxis                           |
| QSO       | Quasi-stellar Object        | kvázi-sztelláris objektum                      |
| QSS       | Quasi-stellar Radio Source  | kvázi-sztelláris rádióforrás                   |
| QUASAR    | QUAsi-StellAr-Radio-object  | kvazár, csillagszerű rádió objektum            |
| QUIRC     | QUick InfraRed Camera       |                                                |

## R
| Rövidítés    | Eredeti jelentése                                           | Magyar jelentése                                |
| ------------ | ----------------------------------------------------------- | ----------------------------------------------- |
| RA           | right ascension                                             | rektaszcenzió                                   |
| RACON        | radar beacon                                                | radarbója                                       |
| RAS          | Royal Astronomical Society                                  | Királyi Csillagászati Társaság (Anglia)         |
| RATS         | Research and Technology Studies                             | kutatás és technológiai tanulmány               |
| RB           | regulated busbar                                            | szabályozott (feszültségű) gyűjtősín            |
| RCP          | right-hand circular polarisation                            | jobbkörös polarizáció                           |
| RC-telescope | Ritchey Chrétien Telescope                                  | Ritchey–Chrétien-távcső                         |
| RC3          | Third Reference Catalog                                     |                                                 |
| REBR         | Reentry Breakup Recorder                                    | leszálláskor leváló adatrögzítő                 |
| Ret          | Reticulum                                                   | Háló csillagkép                                 |
| RF           | radiofrequency                                              | rádiófrekvencia                                 |
| RFI          | Radio Frequency Interference                                | rádiófrekvenciás interferencia                  |
| RGB          | red-green-blue color system                                 | vörös-kék-zöld színrendszer (fotometria)        |
| RGB          | Red Giant Branch                                            | vörösóriás ág (a HRD-n)                         |
| RGO          | Royal Greenwich Observatory                                 | Greenwich Királyi Obszervatórium                |
| RITMOS       | Rochester Institute of Technology Multi-Object Spectrometer |                                                 |
| RLG          | ring-laser gyro                                             | gyűrűs lézergiroszkóp                           |
| roAp         | rapidly oscillating Ap stars                                | gyorsan oszcilláló Ap (színképtípusú) csillagok |
| ROE          | Royal Observatory, Edinburgh                                | Királyi Obszervatórium (Edinburgh)              |
| ROS          | relay optics structure                                      |                                                 |
| ROSAT        | Röntgen Satellite                                           | röntgenműhold                                   |
| RRAT         | Rotating RAdio Transients                                   |                                                 |
| RSC          | European Regional Support Centre                            |                                                 |
| RSG          | Red SuperGiant                                              | vörös szuperóriás                               |
| RT           | Cambridge Ryle Telescope                                    |                                                 |
| RXTE         | Rossi X-ray Timing Explorer                                 | Rossi röntgenműhold                             |

## S
| Rövidítés | Eredeti jelentése                                                            | Magyar jelentése                                                                  |
| --------- | ---------------------------------------------------------------------------- | --------------------------------------------------------------------------------- |
| SAAO      | Souh African Astronomical Observatory                                        | Dél-afrikai Csillagászati Obszervatórium (Fokváros)                               |
| SAGE      | Sovian-American Gallium Experiment                                           | szovjet–amerikai gallium kísérlet                                                 |
| SALT      | Southern African Large Telescope                                             | Dél-afrikai Nagy Távcső                                                           |
| SAO       | Smithsonian Astrophysical Observatory                                        | Smithsonian Asztrofizikai Obszervatórium                                          |
| SAR       | synthetic aperture radar                                                     |                                                                                   |
| SAS       | Small Astronomy Satellite                                                    |                                                                                   |
| SAR       | Synthetic Aperture Radar                                                     | szintetikus apertúrájú radar                                                      |
| SAW       | surface acoustic wave                                                        | felületi hanghullám, hangfrekvenciás felületi rezgés                              |
| SBWASS    | Space-Based Wide Area Surveillance System                                    | űrbeli nagy felbontású megfigyelő rendszer                                        |
| Scl       | Sculptor                                                                     | Szobrász csillagkép                                                               |
| Sco       | Scorpius                                                                     | Skorpió csillagkép                                                                |
| SCPC      | single channel per carrier                                                   | vivőnkénti külön csatorna                                                         |
| SCRAMJET  | Supersonic-Combustion Ramjet                                                 |                                                                                   |
| Sct       | Scutum                                                                       | Pajzs csillagkép                                                                  |
| SCUBA     | Sub-Millimetre Common User Bolometer Array                                   |                                                                                   |
| SDSS      | Sloan Digital Sky Survey                                                     | Sloan digitális égboltfelmérés                                                    |
| SED       | Spectral Energy Distribution(s)                                              | spektrális energiaeloszlás                                                        |
| SEDS      | Students for the Exploration and Development of Space                        |                                                                                   |
| Ser       | Serpens                                                                      | Kígyó csillagkép                                                                  |
| SESE      | Satellite Earth Station Equipment                                            | műholdas földi állomás egység                                                     |
| SESN      | Satellite Earth Station Network                                              | műholdas földi állomáshálózat                                                     |
| SEST      | Swedish–ESO Submillimeter Telescope                                          |                                                                                   |
| SETI      | Search for Extraterrestrial Intelligence                                     | Földönkívüli intelligencia keresése                                               |
| Sex       | Sextans                                                                      | Szextáns csillagkép                                                               |
| SFR (1)   | Star Formation Rate                                                          | csillagképződési ráta                                                             |
| SFR (2)   | Star Formation Region                                                        | csillagképződési régió                                                            |
| SFU       | Space Flyer Unit                                                             |                                                                                   |
| SGB       | Subgiant Branch                                                              | szubóriás ág (a HRD-n)                                                            |
| Sge       | Sagitta                                                                      | Nyíl csillagkép                                                                   |
| SGR       | Soft Gamma Repeater                                                          | lágy röntgenforrások, ismétlődő felvillanásokkal                                  |
| Sgr       | Sagittarius                                                                  | Nyilas csillagkép                                                                 |
| SHA       | Sideral Hour Angle                                                           | sziderikus óraszög                                                                |
| SIB       | sudden ionospheric burst                                                     | hirtelen ionoszféra-vihar                                                         |
| SIM       | Space Interferometry                                                         | űr interferometriai küldetés (NASA űrszonda 2009)                                 |
| SIMBAD    | Set of Identifications, Measurements, and Bibliography for Astronomical Data | csillagászati adatbázis, Strasbourg                                               |
| SINFONI   | Spectrograph for INtegral Field Observations in the Near Infrared            |                                                                                   |
| SIRTF     | Space Infrared Telescope Facility (infravörös űrtávcső)                      |                                                                                   |
| SKA       | Square Kilometre Array                                                       |                                                                                   |
| SLAR      | side-looking airbone radar                                                   | oldalranéző fedélzeti radar                                                       |
| SLR (1)   | Satellite laser ranging                                                      |                                                                                   |
| SLR (2)   | side-looking radar                                                           | oldalranéző radar                                                                 |
| SLV       | Satellite Launch Vehicle                                                     | műholdindító jármű                                                                |
| SMA       | Submillimeter Array                                                          |                                                                                   |
| SMC       | Small Magellanic Cloud                                                       | Kis Magellán-felhő                                                                |
| SMM       | Solar Maximum Mission                                                        |                                                                                   |
| SMMR      | Scanning multichannel microwave radiometer                                   | többsávos pásztázó mikrohullámú radiométer                                        |
| SMP       | Standard Model of elementary Particles                                       | elemi részecskék standard modellje                                                |
| SMTO      | Submillimeter Telescope Observatory                                          |                                                                                   |
| SMY       | Solar Maximum Year                                                           | napmaximumév                                                                      |
| SN        | SuperNova                                                                    | szupernóva                                                                        |
| S/N*      | Signal to Noise                                                              | jel/zaj viszony                                                                   |
| SNLS      | Supernova Legacy Survey                                                      |                                                                                   |
| SNO       | Sudbury Neutrino Observatory                                                 | Sudbury Neutrínó Obszervatórium                                                   |
| SNP       | Solar Neutrinos Problem                                                      | napneutrínó-probléma                                                              |
| SNR*      | Signal-to-Noise Ratio                                                        | jel/zaj viszony                                                                   |
| SNR       | SuperNova Remnant                                                            | szupernóva-maradvány                                                              |
| SNU       | Solar Neutrino Unit                                                          | nap-neutrinó egység                                                               |
| SOCO      | Small Oort Cloud Object                                                      | Kis Oort-felhő objektum                                                           |
| SOFIA     | Stratospheric Observatory for Infrared Astronomy                             | infravörös távcső repülőgépen                                                     |
| SOHO      | Solar and Heliospheric Observatory                                           | napmegfigyelő űrszonda                                                            |
| SPB       | Slowly Pulsating B stars                                                     | lassan pulzáló B (színképtípusú) csillagok                                        |
| SPH       | Smoothed Particle Hydrodynamics                                              | simított részecske hidrodinamika                                                  |
| SPF       | single point failure                                                         | egyetlen rendszerelemben bekövetkező meghibásodás                                 |
| SPS       | Solar Power Satellite                                                        | szoláris hajtóerővel működő műhold                                                |
| SSB       | single sideband                                                              | egyoldalsávú                                                                      |
| SSM       | Standard Solar Model                                                         | Standard Nap-modell, sztenderd (elméleti) Nap-modell                              |
| SR        | SemiRegular                                                                  | félszabályos (pulzáló változócsillag típus)                                       |
| SS        | Sky Survey                                                                   | Teljes égbolt lefedése, teljes égbolt feltérképezése                              |
| ST        | Space Telescope                                                              | űrtávcső, űrteleszkóp                                                             |
| START     | Spacecraft Technology and Advanced Reentry Test                              | űreszköz-technológiai és fejlett visszatérési kísérlet (USA űrkutatási programja) |
| STIS      | Space Telescope Imaging Spectrometer                                         | Űrtávcső képalkotó spektrográf (a Hubble-űrtávcső műszere)                        |
| STP       | Space Test Program                                                           | Világűr-Kutatási Program (USA)                                                    |
| STS       | Space Transportation System                                                  | űrbeli szállítórendszer                                                           |
| STScI     | Space Telescope Science Institute                                            | Űrtávcső Tudományos Intézet(HST)                                                  |
| SWAS      | Submillimeter Wave Astronomy Satellite                                       |                                                                                   |
| SWEEPS    | Sagittarius Window Eclipsing Extrasolar Planet Search                        | Sagittarius-ablak fedési exobolygó-keresés                                        |
| SWR       | Standing Wave Ratio                                                          | állóhullámarány                                                                   |
| SXG       | spectrum X-gamma mission                                                     |                                                                                   |
| SZ        | Sunyaev-Zeldovich effect                                                     | Szunyajev-Zeldovics-effektus                                                      |

## T
| Rövidítés | Eredeti jelentése                        | Magyar jelentése                                       |
| --------- | ---------------------------------------- | ------------------------------------------------------ |
| TAC       | The Astronomy Connection                 |                                                        |
| TAC (2)   | Telescope Allocation Committee           |                                                        |
| TAI       | International Atomic Time                | nemzetközi atomidő                                     |
| TAL       | Teleskop Astronomi Lyubitel              | Lyubitel Csillagászati Távcső                          |
| TARDIS    | Time And Relative Dimension In Space     |                                                        |
| Tau       | Taurus                                   | Bika csillagkép                                        |
| TAV       | TransAtmospheric Vehicle                 | légkörön áthaladó jármű                                |
| tc        | telecommand                              | távirányítás                                           |
| TCPA      | Time for Closest Point of Approach       |                                                        |
| TDB       | terrestrial barycentric dynamical time   | baricentrikus dinamikai idő                            |
| TDI       | time delay and integration device        | időkésleltető és integráló eszköz (fotodetektor)       |
| TDM       | time division multiplexing               | időosztású csatornaválasztás, időosztású multiplexelés |
| TDMA      | time division multiple access            | időosztású többszörös hozzáférés                       |
| TDRSS     | Tracking and Data Relay Satellite System |                                                        |
| TDT       | terrestrial dynamical time               | földi dinamikai idő                                    |
| Tel       | Telescopium                              | Távcső csillagkép                                      |
| TELAPO    | Terkán Lajos Public Observatory          | Terkán Lajos Bemutató Csillagvizsgáló                  |
| TGF       | Terrestrial Gamma-Ray Flash              |                                                        |
| TLE       | Total Lunar Eclipse                      | teljes holdfogyatkozás                                 |
| TLP       | The Lunascan Project                     |                                                        |
| TLP (2)   | transient lunar phenomenon               |                                                        |
| TM        | telemetry                                | telemetria, távmérés                                   |
| TMA       | Tycho Magnetic Anomaly                   |                                                        |
| TMC       | Telescope Makers Convention              |                                                        |
| TMN       | Tokyo Meteor Network                     |                                                        |
| TMT       | Thirty Meter Telescope                   |                                                        |
| TNG       | Telescopio Nazionale Galileo (project)   | Nemzeti Galileo-Távcső                                 |
| TNO       | Trans Neptunian Object                   | Neptunuszon túli objektum                              |
| TOA       | time-of-arrival                          | érkezési idő (például pulzárok impulzusainál)          |
| TPF       | Terrestial Planet Finder                 | földtípusú bolygókereső műhold (NASA)                  |
| TRACE     | Transition Region and Coronal Explorer   |                                                        |
| Tri       | Triangulum                               | Háromszög csillagkép                                   |
| TS        | Targeted Search                          | célzott keresés                                        |
| TT        | terrestrial time                         | földi idő                                              |
| TT&C, TTC | tracking telemetry and command           | követés telemetria és parancsadás                      |
| Tuc       | Tucana                                   | Tukán csillagkép                                       |
| TVC       | thrust vector control                    | tolóerő-vektor ellenőrzése                             |

## U
| Rövidítés | Eredeti jelentése                          | Magyar jelentése                                  |
| --------- | ------------------------------------------ | ------------------------------------------------- |
| UBV       | Ultraviolet Blue Visual photometry         |                                                   |
| UEF       | Unidentified Energy Factor                 |                                                   |
| UESAC     | UPPSALA ESO Survey of Asteroids and Comets |                                                   |
| UFO       | Unidentified Flying Object                 | Azonosítatlan repülő tárgy                        |
| UHTC      | Ultra High Transmission Coatings           |                                                   |
| UKIRT     | United Kingdom Infrared Telescope          |                                                   |
| UKST      | United Kingdom Schmidt Telscope            |                                                   |
| ULD       | Ultra-wide Low- Distortion lens            |                                                   |
| ULIRG     | ultra-luminous infrared galaxy             |                                                   |
| ULX       | Ultraluminous X-ray source                 | Ultrafényes röntgenforrás                         |
| UMa       | Ursa Maior                                 | Nagy Medve csillagkép                             |
| UMD       | Hat Creek Radio Observatory                |                                                   |
| UMi       | Ursa Minor                                 | Kis Medve csillagkép                              |
| UPC       | Uppsala General Catalog                    |                                                   |
| URSI      | Union Radio-Scientifique Internationale    | Nemzeti Rádiótudományi Unió (fr)                  |
| USAFA     | United States Air Force Academy            |                                                   |
| USNO      | United States Naval Observatory            | Egyesült Államok Haditengerészeti Obszervatóriuma |
| USO       | ultra stable oscillator                    | ultrastabil oszcillátor                           |
| USS       | Unusual Star Shape                         |                                                   |
| UT        | Universal Time                             | világidő                                          |
| UTC       | Coordinated Universal Time                 | Koordinált világidő (rádióadók)                   |
| UV        | ultra violet                               | ultraviola                                        |

## V
| Rövidítés | Eredeti jelentése                                         | Magyar jelentése                                              |
| --------- | --------------------------------------------------------- | ------------------------------------------------------------- |
| VATT      | Vatican Advanced Technology Telescope                     |                                                               |
| VBR       | Variable Bit Rate                                         | változó (adatátviteli) bitsebesség                            |
| VCO       | voltage controlled oscillator                             | feszültségszabályozott oszcillátor                            |
| VDU       | visual display unit                                       | vizuális kijelzőegység, vizuális megjelenítő                  |
| VEGA      |                                                           | Venyera és Galilei orosz együttműködéssel készült űrszonda    |
| Vel       | Vela                                                      | Vitorla csillagkép                                            |
| VHRR      | Very High Resolution Radiometer                           | Nagyon nagy felbontású sugárzásmérő                           |
| VIMOS     | VIsible Imaging Multi-Object Spectrograph                 |                                                               |
| Vir       | Virgo                                                     | Szűz csillagkép                                               |
| VIRC      | Ventspils International Radioastronomy Centre             |                                                               |
| VIRGO     | Variability of solar IRrandiance and Gravity Oscillations | a Nap és a gravitációs hullámokat megfigyelő berendezés (ESA) |
| VIRUS     | Visible IFU Replicable Ultra-cheap Spectrograph           |                                                               |
| VIS       | visible (light)                                           | látható (fény, színképtartomány)                              |
| VISTA     | Visible and Infrared Survey Telescope for Astronomy       |                                                               |
| VLA       | Very Large Array                                          | Nagyon nagy rendszer                                          |
| VLBA      | Very Long Baseline Array                                  | Nagyon hosszú bázisvonalú rendszer                            |
| VLBI      | Very Long Baseline Interferometry                         | Nagyon Hosszú Bázisvonalú Interferométer                      |
| VLOT      | Very Large Optical Telescope                              | Nagyon Nagy Optikai Távcső                                    |
| VLT       | Very Large Telescope                                      | Nagyon Nagy Távcső (ESO)                                      |
| VMO       | Valley of the Moon Observatory                            |                                                               |
| WMOA      | Valley of the Moon Observatory Association                |                                                               |
| Vol       | Volans                                                    | Repülőhal csillagkép                                          |
| VPO       | VISTA Project Office                                      |                                                               |
| VPO (2)   | Virtual Public Observatory                                | virtuális bemutató csillagvizsgáló                            |
| VSOLJ     | Variable Star Observers' League in Japan                  | Változócsillag Megfigyelők Társasága (Japán)                  |
| VSOP      | JPL Space Very Long Baseline Interferometry Project       |                                                               |
| VSWR      | voltage standing wave ratio                               | állóhullámarány                                               |
| VTT       | Vacuum Tower Telescope                                    |                                                               |
| Vul       | Vulpecula                                                 | Kis Róka csillagkép                                           |
| VVS       | Vereniging Voor Sterrenkunde                              |                                                               |

## W
| Rövidítés | Eredeti jelentése                                                    | Magyar jelentése                                                        |
| --------- | -------------------------------------------------------------------- | ----------------------------------------------------------------------- |
| WAA       | Washington Area Astronomers                                          |                                                                         |
| WAA (2)   | Westchester Amateur Astronomers                                      |                                                                         |
| WAA (3)   | Western Amateur Astronomers                                          |                                                                         |
| WAC       | Wide Angle Converter                                                 |                                                                         |
| WACL      | Wide Angle Converter Lens                                            |                                                                         |
| WAPP      | Wide-base Arecibo Pulsar Processor                                   |                                                                         |
| WARC      | World Administrative Radio Conference                                | Világ Adminisztratív Rádió Konferencia a rádiófrekvenciák szétosztására |
| WASP      | Wide Angle Search for Planets                                        |                                                                         |
| WAVE      | Wide Area Vertical Expansion                                         |                                                                         |
| WAXD      | Wide- Angle X-ray Diffraction                                        |                                                                         |
| WAXS      | Wide Angle X-ray Scattering                                          |                                                                         |
| WBS       | work breakdown structure                                             | munkalebontási szerkezet                                                |
| WBFI      | Wide Band Filter Imager                                              |                                                                         |
| WBHF      | WideBand High Frequency                                              |                                                                         |
| WCFZ      | Worst Case Fresnel Zone                                              |                                                                         |
| WDMF      | White Dwarf Mass Function                                            |                                                                         |
| WDS       | Washington Double Star Catalog                                       |                                                                         |
| WEBT      | Whole Earth Blazar Telescope                                         |                                                                         |
| WET       | Whole Earth Telescope                                                | távcsövek hálózata                                                      |
| WFAO      | Wide Field Adaptive Optics                                           |                                                                         |
| WFAP      | Wide Field Astronomy Panel                                           |                                                                         |
| WFAU      | Wide Field Astronomy Unit                                            |                                                                         |
| WFC       | Wide Field Camera                                                    | széleslátószögű kamera (HST)                                            |
| WFIS      | Wide-Field-of-view Imaging Spectrometer                              | széles látómezejű képalkotó spektrométer                                |
| WFS       | WaveFront Sensors                                                    |                                                                         |
| WFPC      | Wide Field and Planetary Camera                                      |                                                                         |
| WFPC 2    | Wide Field and Planetary Camera 2                                    |                                                                         |
| WGAS      | Working Group on Astronomical Software                               |                                                                         |
| WGSS      | Working Group of Standard Stars                                      |                                                                         |
| WHAC      | West Hawaii Astronomy Club                                           |                                                                         |
| WHDF      | William Herschel Deep Field                                          |                                                                         |
| WIMP      | Weakly Interacting Massive Particles                                 | gyengén kölcsönható nagy tömegű részecskék                              |
| WIRCAM    | Wide-Field Infrared Camera                                           | széleslátószögű infravörös kamera                                       |
| WIRE      | Wide Field InfraRed Explorer                                         | széles látószögű infravörös felfedező                                   |
| WIYN      | Wisconsin, Indiana University, Yale University, and NOAO Observatory |                                                                         |
| WKAA      | West Kentucky Amateur Astronomers                                    |                                                                         |
| WLM       | Wolf-Lundmark-Melotte Galaxy                                         |                                                                         |
| WLWG      | Weak Lensing Working Group                                           |                                                                         |
| WMAP      | Wilkinson Microwave Anisotropy Probe                                 | Wilkinson mikrohullámú anizotrópia szonda                               |
| WMKO      | W. M. Keck Observatory                                               |                                                                         |
| WMO       | World Meteorological Organization                                    |                                                                         |
| WR        | Wolf-Rayet star                                                      | Wolf-Rayet csillag                                                      |
| WRO       | Warren Rupp Observatory                                              |                                                                         |
| WSAL      | Winston- Salem Astronomical League                                   |                                                                         |
| WSO       | Wilcox Solar Observatory                                             |                                                                         |
| WSO (2)   | World Space Observatory                                              |                                                                         |
| WSRT      | Westerbork Synthesis Radio Telescope                                 |                                                                         |
| WWW       | world weather watch                                                  | időjárási világszolgálat                                                |
| WXM       | Wide-field X-ray Monitor                                             |                                                                         |
| WXQ       | Waxing Quarter                                                       |                                                                         |
| WYAS      | West Yorkshire Astronomical Society                                  |                                                                         |
| WYBT      | Whole Year Blazar Telescope                                          |                                                                         |

## X
| Rövidítés | Eredeti jelentése                    | Magyar jelentése              |
| --------- | ------------------------------------ | ----------------------------- |
| XANES     | X-Ray Near Edge Spectroscopy         |                               |
| XLT       | eXtremely Large Telescope            | extrém nagy távcső            |
| XMM       | X-ray Multi-mirror Mission (project) |                               |
| XRB       | X-Ray Binary                         | röntgen-sugárzó kettőscsillag |
| XRD       | X-Ray Diffraction                    | röntgendiffrakció             |
| XS        | Extended Source Catalog              |                               |

## Y
| Rövidítés | Eredeti jelentése        | Magyar jelentése                     |
| --------- | ------------------------ | ------------------------------------ |
| YEV       | Yellow Evolutionary Void | sárga fejlődési űr (terület a HRD-n) |

## Z
| Rövidítés | Eredeti jelentése          | Magyar jelentése                                     |
| --------- | -------------------------- | ---------------------------------------------------- |
| Z         | zenith                     | zenit                                                |
| ZAC       | Zenith Azimuth Coordinates |                                                      |
| ZAMS      | Zero Age Main Sequence     | nullkorú fősorozat (a Hertzsprung-Russell diagramon) |
| ZAP       | Z Axis Precession          | Z-tengely precesszió                                 |
| ZM        | Zerkalnyi Mirror           | Zerkalnyi-lencse                                     |
| ZPF       | Zero- Point- Fluctuation   | nullponti fluktuáció                                 |